# Walton (Indiana)
Walton – miasto w Stanach Zjednoczonych, w stanie Indiana, w hrabstwie Cass.